# Kínai express
A Kínai express (eredeti francia címe: Les Pirates du rail) Christian-Jaque rendezésében készült, 1938-ban bemutatott fekete–fehér francia filmdráma. Magyarországon a filmet 1939. augusztus 22-én mutatták be.

## Cselekménye
Henri Pierson főmérnök a főnöke a Kína déli részén működő francia vasútépítő társaságnak. Ő és az alárendelt mérnökök feleségüket északon, a nemzetközileg védett negyedben helyezték el, mivel délen kínai rablóbandák garázdálkodnak, ahol Wang rablóvezér az úr. Szerencsére Pierson főmérnöknek nem kell Wangtól tartania, mert korábban egy alkalommal megmentette annak életét, és egymással vérszerződést kötöttek. Északon azonban Wang szövetségesének, Tsou Kingnek az emberei megtámadják a vonatot és betörnek a nemzetközi negyedbe is. Miközben a főmérnök Wang segítségét kéri, felesége az északi bandavezért, Tsou King tábornokot próbálja jobb belátásra bírni. TsouKing elfogatja az asszonyt és túszként magánál tartja. Wang megtartja esküjét és maga kíséri el Piersont az „500-ak" templomába, ahol Pierson feleségét fogva tartják. Tsou King lelövi Wangot, de őt is eléri végzete: a konkurens kínai tábornok kivégezteti. Pierson visszakapja feleségét és folytathatja úttörő munkáját.
A korabeli magyar ismertető szerint: Ez a film meglehetősen átlagos színvonalon mozog. Kisebb igényű közönséget érdekes, exotikus témája miatt kielégíthet.

## Főbb szereplők
- Erich von Stroheim – Tsou King
- Charles Vanel – Henri Pierson
- Suzy Prim – Jeanne Rolland
- Marcel Dalio – zsoldos
- Jacques Dumesnil – André Rolland
- Lucas Gridoux – Tsai tábornok
- Valéry Inkijinoff – Wang
- Doumel – Morganti
- Héléna Manson – Madame Teysseire
- Régine Dancourt – Madame Lauref
- Pierre Nay – Bernard
- Simone Renant – Marie Pearson
- Georges Tourreil – Teysseire
- Marcel André – Ulrich